# Brazil Future Series 2019
Die Brazil Future Series 2019 im Badminton fand vom 15. bis zum 18. August 2019 in Americana statt.

## Sieger und Platzierte
| Disziplin    | Gold                               | Silber                                | Bronze                                      |
| ------------ | ---------------------------------- | ------------------------------------- | ------------------------------------------- |
| Herreneinzel | Artur Silva Pomoceno               | Donnians Oliveira                     | Vinicius Gori                               |
| Herreneinzel | Artur Silva Pomoceno               | Donnians Oliveira                     | Waleson Vinicios Evangeli Santos            |
| Dameneinzel  | Fabiana Silva                      | Jaqueline Lima                        | Sâmia Lima                                  |
| Dameneinzel  | Fabiana Silva                      | Jaqueline Lima                        | Paloma da Silva                             |
| Herrendoppel | Fabrício Farias Francielton Farias | Nicolas Oliva Santiago Otero          | Vinicius Gori Enzo Sugiura                  |
| Herrendoppel | Fabrício Farias Francielton Farias | Nicolas Oliva Santiago Otero          | Daniel Borja Miguel Quirama                 |
| Damendoppel  | Jaqueline Lima Sâmia Lima          | Mariana Pedrol Freitas Tamires Santos | Laura Valentina Londono Cristina Ramirez    |
| Damendoppel  | Jaqueline Lima Sâmia Lima          | Mariana Pedrol Freitas Tamires Santos | Paloma da Silva Eloa Souza                  |
| Mixed        | Fabrício Farias Jaqueline Lima     | Artur Silva Pomoceno Sâmia Lima       | Izak Batalha Tamires Santos                 |
| Mixed        | Fabrício Farias Jaqueline Lima     | Artur Silva Pomoceno Sâmia Lima       | Mateus Carrijo Cutti Mariana Pedrol Freitas |